# Oryukdo
Oryukdo (có nghĩa là đảo Ngũ Lục) là một quần đảo nằm ở Yongho-dong, Nam-gu, Busan, Hàn Quốc.